# Osipy-Lepertowizna
Osipy-Lepertowizna – wieś w Polsce położona w województwie podlaskim, w powiecie wysokomazowieckim, w gminie Wysokie Mazowieckie.
W latach 1975–1998 miejscowość administracyjnie należała do województwa łomżyńskiego.
Wierni kościoła rzymskokatolickiego należą do parafii św. Jana Chrzciciela w Wysokiem Mazowieckiem.

## Historia
Miejscowość założona na przełomie XIX i XX w. na gruntach folwarku Osipy, należącego wcześniej do dóbr Zawrocie alias Wysokie Mazowieckie. W tym czasie dobra te były własnością Żydów z Wysokiego Mazowieckiego. Być może właścicielem tej części dóbr był Żyd Lepert, który rozparcelował i rozprzedał własność okolicznym mieszkańcom.
W roku 1921 naliczono tu 10 budynków z przeznaczeniem mieszkalnym i 1 inny zamieszkały oraz 73 mieszkańców (31 mężczyzn i 42 kobiety). Wszyscy podali narodowość polską i wyznanie rzymskokatolickie.
Od 1954 r. wieś należała do gromady Osipy-Kolonia, następnie do gromady Wysokie Mazowieckie i gminy Wysokie Mazowieckie.